# J.T. Compher
J.T. Compher (Northbrook, Illinois, 8 de abril de 1995), apodado Comphs, Jimothy Timothy o 877-GOALS-NOW, es un jugador profesional estadounidense de hockey sobre hielo que se desempeña en la posición de extremo izquierdo en Detroit Red Wings, equipo de la National Hockey League (NHL).

## Carrera
Fue seleccionado en la segunda ronda en la NHL Entry Draft de 2013. En 2016 hizo su debut profesional con el equipo Colorado Avalanche, en el cual jugó siete temporadas (2016-2023), después pasó a Detroit Red Wings, donde lleva jugando una temporada.